# 上杉政憲
上杉政憲（生年不詳－卒年不詳）是室町時代後期武將。父親是上杉教朝。兄長有一色政熙。女兒是小鹿範賴正室。官位是治部少輔。

## 生平
父親教朝因為室町幕府將軍足利義政的命令而擔任關東執事並與澁川義鏡一同輔助堀越公方足利政知，但是在寬正2年（1461年），因為義鏡的讒言而令政知相信扇谷上杉家謀反，同族的教朝因為遭到懷疑而自殺。對此事態憂慮的義政任命政憲成為後任的關東執事並許可排除義鏡，於是政憲前往政知所在的伊豆國。
寬正3年（1462年），政憲彈劾澁川義鏡並令其退位，與關東管領上杉房顯連結並計劃排除古河公方足利成氏。寬正6年（1465年），政憲受到親戚（外孫）‧駿河今川氏一族的小鹿範滿支援而向關東地方出陣，跟上杉房顯和扇谷上杉家的太田道灌一同在武藏太田庄與成氏方戰鬥，但是翌年因為房顯突然死去而撤退。
文明8年（1476年），在駿河守護今川義忠死後，小鹿範滿成為後繼者之一，於是與太田道灌一同為了讓範滿成為今川氏當主而出陣，但是與對立的義忠嫡男龍王丸（後來的今川氏親）的伯父伊勢盛時（北條早雲）談判後撤退。
之後上杉氏和古河公方之間出現了和解的機會，政憲乘勢向政知主張繼續戰鬥的困難並令政知接受和議，於是負責與幕府交渉。但是堀越公方的支配權亦因此被限定只有伊豆1國，政知對政憲深深怨恨。政憲更在政知向兒子茶茶丸廢嫡之際強行進諫而激怒政知，於是政知命令政憲自殺。
政憲自殺的正確年份不明，但是應該是在太田道灌被主君上杉定正殺害、小鹿範滿被伊勢盛時攻滅的時期前後，被認為是有什麼關連性。